# Alexéi Diachenko
Alexéi Vladímirovich Diachenko –en ruso, Алексей Владимирович Дьяченко– (Leningrado, 11 de noviembre de 1978) es un deportista ruso que compitió en esgrima, especialista en la modalidad de sable. Su hermana Yekaterina también compite en esgrima.
Participó en los Juegos Olímpicos de Atenas 2004, obteniendo una medalla de bronce en la prueba por equipos (junto con Stanislav Pozdniakov, Serguei Sharikov y Alexei Yakimenko).
Ganó cinco medallas en el Campeonato Mundial de Esgrima entre los años 1999 y 2005, y cinco medallas de oro en el Campeonato Europeo de Esgrima entre los años 2001 y 2005.

## Palmarés internacional
| Juegos Olímpicos   | Juegos Olímpicos       | Juegos Olímpicos  | Juegos Olímpicos  |
| Año                | Lugar                  | Medalla           | Prueba            |
| ------------------ | ---------------------- | ----------------- | ----------------- |
| 2004               | Atenas (Grecia)        | Medalla de bronce | Sable por equipos |
| Campeonato Mundial |                        |                   |                   |
| Año                | Lugar                  | Medalla           | Prueba            |
| 1999               | Seúl (Corea del Sur)   | Medalla de bronce | Sable por equipos |
| 2001               | Nimes (Francia)        | Medalla de oro    | Sable por equipos |
| 2002               | Lisboa (Portugal)      | Medalla de oro    | Sable por equipos |
| 2003               | La Habana (Cuba)       | Medalla de oro    | Sable por equipos |
| 2005               | Leipzig (Alemania)     | Medalla de oro    | Sable por equipos |
| Campeonato Europeo |                        |                   |                   |
| Año                | Lugar                  | Medalla           | Prueba            |
| 2001               | Coblenza (Alemania)    | Medalla de oro    | Sable por equipos |
| 2002               | Moscú (Rusia)          | Medalla de oro    | Sable por equipos |
| 2003               | Bourges (Francia)      | Medalla de oro    | Sable por equipos |
| 2004               | Copenhague (Dinamarca) | Medalla de oro    | Sable por equipos |
| 2005               | Zalaegerszeg (Hungría) | Medalla de oro    | Sable por equipos |